# Diecezja Eunápolis
Diecezja Eunápolis (łac. Dioecesis Eunapolitana) – diecezja Kościoła rzymskokatolickiego w Brazylii. Należy do metropolii São Salvador da Bahia  wchodzi w skład regionu kościelnego Nordeste III. Została erygowana przez papieża Jana Pawła II bullą Apostolicum munus w dniu 12 czerwca 1996.